# Red ferroviaria exprés regional de Amberes
La red ferroviaria exprés regional de Amberes (abreviada S-Trein Antwerpen) es una red de cercanías ferroviarias belgas que da servicio a la ciudad belga de Amberes (Antwerpen en neerlandés) y a las provincias de Amberes y del Brabante. La red es explotada y mantenida por la Sociedad Nacional de los Ferrocarriles Belgas o SNCB. Actualmente, se encuentran en servicio tres líneas:   . Además, existe otra línea de S-Trein Bruselas que opera, la .
La red proviene de la reorganización, reestructuración y unificación de las líneas conocidas como "lignes L" u "omnibus" y de las líneas denominadas "líneas P" o "heure de pointe" de la SNCB.
De las 47 estaciones actuales, en dos paran las cuatro líneas y en otras dos paran dos líneas.

## Historia
Tras la implementación de la red S-Trein Bruselas, SNCB comenzó a trabajar en la extensión del sistema a otras ciudades belgas, entre las cuales se encuentra Amberes. Por ello, el 3 de septiembre de 2018, se inauguró la red, con 4 líneas iniciales.

## Explotación
El primer tren sale desde la estación de Lokeren a las 04:24. Es un tren de la línea  hacia Antwerpen—Centraal. El último tren llega a la estación de Mol desde la de Antwerpen—Centraal a las 00:28. Forma parte de la línea . Las frecuencias de paso varían en función de la línea y la estación, dado que hay estaciones en las cuales no todos los trenes se detienen.

## La red

### Líneas
| Línea | Recorrido                                  | Inauguración            | Distancia | Duración   | Paradas |
| ----- | ------------------------------------------ | ----------------------- | --------- | ---------- | ------- |
|       | Roosendaal — Essen ↔ Boom — Puurs          | 3 de septiembre de 2018 | 56,9 km   | 1 h 01 min | 15      |
|       | Antwerpen—Centraal ↔ Herentals — Mol       | 3 de septiembre de 2018 | 49,3 km   | 1 h 01 min | 13      |
|       | Antwerpen—Centraal ↔ Lokeren — Dendermonde | 3 de septiembre de 2018 | 35,7 km   | 1 h 03 min | 13      |
|       |                                            |                         |           |            |         |
|       | Nivelles ↔ Antwerpen—Centraal              | 13 de diciembre de 2015 | 80,2 km   | 1 h 48 min | 22      |

### Estaciones
| Estaciones principales                           | Intercambiadores principales                                                                                              | Estaciones secundarias | Estaciones secundarias |
| ------------------------------------------------ | --- | --- | --- |
| - Antwerpen—Centraal - Roosendaal - Sint-Niklaas | - Antwerpen—Berchem - Antwerpen—Luchtbal - Antwerpen—Zuid - Dendermonde - Essen - Geel - Herentals - Lier - Lokeren - Mol | - Antwerpen—Noorderdokken - Belsele - Beveren - Boechout - Boom - Bouwel - Ekeren - Heide - Hemiksem - Hoboken-Polder - Kalmthout - Kapellen - Kessel - Kijkuit - Melsele | - Mortsel - Nieuwkerken-Waas - Niel - Nijlen - Olen - Puurs - Ruisbroek-Sauvegarde - Schelle - Sinaai - Sint-Mariaburg - Wildert - Wolfstee - Zele - Zwijndrecht |

## Características técnicas
La red de S-Trein Antwerpen es una adaptación de los trenes "L" y "P" de principios del siglo XXI. Se les colocó la "S", a modo del S-Bahn alemán, para diferenciarlos y crear una imagen atractiva para los visitantes y más organizada para los usuarios habituales. La "S" proviene del francés suburbaine o del inglés suburban, ambos significando "suburbano".

## Tarificación
Existen varios tipos de billetes válidos en la red S-trein Antwerpen:
| Billete             | Descripción                                                       | Variantes | Precio               | Zonas |
| ------------------- | ----------------------------------------------------------------- | --------- | -------------------- | ----- |
| City Pass Antwerpen | Pase ilimitado válido en: - S-Trein - Tranvía de Amberes          | 1 mois    | 49€ / 60€            | 1     |
| City Pass Antwerpen | Pase ilimitado válido en: - S-Trein - Tranvía de Amberes          | 12 mois   | 412€ / 484€          | 1     |
| Abonnement Trajet   | Abono válido para realizar el mismo viaje (ida y vuelta) cada día | 1 mois    | depende del trayecto | 1-2-3 |
| Abonnement Trajet   | Abono válido para realizar el mismo viaje (ida y vuelta) cada día | 3 mois    | depende del trayecto | 1-2-3 |
| Abonnement Trajet   | Abono válido para realizar el mismo viaje (ida y vuelta) cada día | 12 mois   | depende del trayecto | 1-2-3 |
| Billet Standard     | Billete simple ocasional (ida o ida y vuelta)                     | 1ª clase  | depende del trayecto | 1-2-3 |
| Billet Standard     | Billete simple ocasional (ida o ida y vuelta)                     | 2ª clase  | depende del trayecto | 1-2-3 |

Además, por cada billete de InterCity (IC), se puede viajar entre todas las estaciones de la zona 1 antes o después de dicho viaje.